# Ivan Bonifacije Pavletić
Sluga Božji, brat Ivan Bonifacije Pavletić (Zbjegovača, 25. lipnja 1864. – Rim, 4. studenog 1897.)
Bio je pripadnik redovničke družbe Sinovi Bezgrješnog Začeća. Dvorio je bolesnike u rimskoj bolnici "Santo Spirito", i služio evanđelju.
Posmrtni ostatci Ivana Pavletića preneseni iz rimskog groblja Verano u grobnicu družbe kojoj je pripadao i postolar iz Moslavine.
Sisačka biskupija osnovala je zakladu za stipendiranje studenata koja nosi njegovo ime.
13. svibnja 2016. sisački biskup Vlado Košić predvodio je sv. misu u crkvi u Generalnoj kući Družbe sinova bezgrješne u Rimu, gdje je grob Sluge Božjeg Bonifacija Ivana Pavletića. Isti je dan za Pavletića pokrenuta Kauza za proglašenje blaženim.